# شو زنگکای
شو زنگکای (انگلیسی: Xu Zengcai؛ زادهٔ ۱ اکتبر ۱۹۶۱) بازیکن تنیس روی میز اهل چین بود. وی در بازی‌های المپیک تابستانی ۱۹۸۸ شرکت کرده‌است.